# Туэле (округ)
Округ Туэле (англ. Tooele County) располагается в штате Юта, США. Официально образован в 1852 году. По состоянию на 2010 год, численность населения составляла 58 218 человек.

## География
По данным Бюро переписи США, общая площадь округа равняется 18 870,759 км2, из которых 17 977,208 км2 суша и 893,551 км2 или 4,700 % это водоемы.

## Население
По данным переписи населения 2000 года в округе проживает 40 735 жителей в составе 12 677 домашних хозяйств и 10 128 семей. Плотность населения составляет 2,00 человека на км2. На территории округа насчитывается 13 812 жилых строений, при плотности застройки около 1,00-го строения на км2. Расовый состав населения: белые — 89,19 %, афроамериканцы — 1,28 %, коренные американцы (индейцы) — 1,70 %, азиаты — 0,60 %, гавайцы — 0,18 %, представители других рас — 4,50 %, представители двух или более рас — 2,55 %. Испаноязычные составляли 10,34 % населения независимо от расы.
В составе 47,40 % из общего числа домашних хозяйств проживают дети в возрасте до 18 лет, 66,00 % домашних хозяйств представляют собой супружеские пары проживающие вместе, 9,50 % домашних хозяйств представляют собой одиноких женщин без супруга, 20,10 % домашних хозяйств не имеют отношения к семьям, 16,80 % домашних хозяйств состоят из одного человека, 6,10 % домашних хозяйств состоят из престарелых (65 лет и старше), проживающих в одиночестве. Средний размер домашнего хозяйства составляет 3,11 человека, и средний размер семьи 3,51 человека.
Возрастной состав округа: 35,00 % моложе 18 лет, 11,50 % от 18 до 24, 29,50 % от 25 до 44, 16,60 % от 45 до 64 и 16,60 % от 65 и старше. Средний возраст жителя округа 27 лет. На каждые 100 женщин приходится 97,00 мужчин. На каждые 100 женщин старше 18 лет приходится 95,40 мужчин.
Средний доход на домохозяйство в округе составлял 45 773 USD, на семью — 50 438 USD. Среднестатистический заработок мужчины был 37 861 USD против 24 179 USD для женщины. Доход на душу населения составлял 16 321 USD. Около 5,20 % семей и 6,70 % общего населения находились ниже черты бедности, в том числе — 7,70 % молодежи (тех, кому ещё не исполнилось 18 лет) и 7,00 % тех, кому было уже больше 65 лет.

## Достопримечательности
В западной части округа близ городка Уэндовер находится пещера Дэнджер, один из наиболее значительных археологических памятников США.